# (31606) 1999 GX4
1999 جي أكس 4 (ويعرف أيضًا باسم (31606) 1999 جي أكس 4 وفق تسمية الكوكب الصغير) (بالإنجليزية: 1999 GX4)‏ هو كويكب ضمن حزام الكويكبات؛ وترتيبه 31606 من حيث الاكتشاف.
اكتُشف هذا الجُرم الفلكي بواسطة Frank B. Zoltowski ‏ في 13 أبريل 1999.

## وصلات خارجية
- (31606) 1999 GX4 في قاعدة بيانات مختبر الدفع النفاث لأجرام النظام الشمسي الصغيرة

- الاكتشاف · مخطط المدار ·  العناصر المدارية · المعلمات المادية

- (31606) 1999 GX4 على موقع ويكي سكاي: DSS2, SDSS, GALEX, IRAS, Hydrogen α, X-Ray, Astrophoto, Sky Map, Articles and images